# Astragalus clarianus
Astragalus clarianus är en ärtväxtart som beskrevs av Jeps.. Astragalus clarianus ingår i släktet vedlar, och familjen ärtväxter. Inga underarter finns listade i Catalogue of Life.